# Neubrunn (Kirchlauter)
Neubrunn ist ein Gemeindeteil der Gemeinde Kirchlauter im unterfränkischen Landkreis Haßberge in Bayern.

## Geographie
Das Kirchdorf entstand möglicherweise im 9. oder 10. Jahrhundert in der fränkischen Siedlungszeit auf der südlichen Seite des Lauterberges, auf dessen Höhenzug zwischen Kirchlauter und Neubrunn eine alte Handelsstraße, der sogenannte Rennweg über Königsberg von Köslau nach Bamberg führt. Durch Täler angeschnittene Tonschichten lassen Quellhorizonte zutage treten. Der Neubrunner Bach fließt durch den Ort und vereinigt sich im auslaufenden Tal mit dem Ebelsbach. Die Kreisstraße HAS 58 führt durch Neubrunn.

## Geschichte
Der Ortsname bedeutet „Zum neuen Brunnen“ und geht wohl auf die geographischen Gegebenheiten mit diversen Quellen an einer Tonschicht zurück. Im Siedlungsbereich sind neun benannte Quellen vorhanden.
Bei der Schenkung eines Gutes im Dorf „Nuwenbrunnen“ aus dem Besitz des Eckehard von Helungen an das Bamberger Kanonikerstift St. Jakob wurde die Siedlung im Jahre 1151 schriftlich erwähnt. Ein über 150 Jahre existierendes Dienstmannengeschlecht „de Nuwenbrunn“ ist nach 1370 ausgestorben. Der Ort war ein Ganerbendorf. Im Laufe von Jahrhunderten erhoben gleichzeitig bis zu zehn herrschaftliche oder ritterschaftliche Familien Anspruch auf Besitz, Steuer, Lehen und Rechte im Ort. In der Hauptsache waren dies die Familie der Flieger, die Herfuoz, von Heide, die Fuchs, von Bibra, Greuel, von Seckendorf, von Coburg, von Rotenhan, Stein von Altenstein, Erthal zu Leuzendorf, von Wiesentau, von Aufsess, die Pfarrei Zeil, das Gotteshaus Neubrunn, von Guttenberg und viele andere. Die meisten Güter und Lehen gehörten dem Hochstift Würzburg, drei Lehen dem sächsischen Amt Königsberg. Eberhard Fuchs von Eltmann erhielt 1351 einen Teil des Zehnts in „Neubrunnen“. 1440 besaß Kunz von Rotenhan den Zehnt zu „Newbrun“ und 1596 gab es 49 Höfe und Herstellen in „Neubron“. Ab 1690 bestand ein Schulhaus neben der Kirche.
Seit den Anfängen lag Neubrunn im Hochstift Würzburg und wurde in dessen Amt, der Hochgerichtszent Eltmann/Wallburg und der Kellerei Haßfurt verwaltet. 1689/90 kam der Ort zum neu errichteten Amt und zur Zent Kirchlauter. Nach der Säkularisation kam Neubrunn 1814 in das Patrimonialgericht und 1831 in das Landgericht Gleusdorf.
1862 wurde die Ruralgemeinde Neubrunn, bestehend aus zwei Orten, dem Kirchdorf Neubrunn und der Einöde Passmühle (rechts des Baches), in das neu geschaffene bayerische Bezirksamt Ebern eingegliedert. Der Hauptort Neubrunn zählte im Jahr 1871 353 Einwohner, die alle katholisch waren und zur 2,5 Kilometer entfernten Pfarrei Kirchlauter gehörten. Eine katholische Bekenntnisschule befand sich im Ort. 1900 hatte die 680,85 Hektar große Gemeinde 442 Einwohner, von denen alle bis auf einen Katholiken waren, und 72 Wohngebäude. Der Hauptort zählte 430 Einwohner und 71 Wohngebäude. 1904 wurde das Schulhaus, das 1840 aus der alten Zehntscheune entstanden war, aufgestockt. 1925 lebten in Neubrunn 509 Personen in 82 Wohngebäuden. Die evangelischen Einwohner gehörten zur evangelischen Pfarrei im 3,0 Kilometer entfernten Ort Altershausen. Die Einöde Klaubmühle ist zusätzlich in die Landgemeinde eingegliedert worden.
1950 hatte das Kirchdorf 619 Einwohner und 99 Wohngebäude. Die evangelischen Einwohner gehörten zur evangelischen Pfarrei in Dörflis bei Königsberg. Im Jahr 1961 zählte Neubrunn 584 Einwohner und 112 Wohngebäude. 1970 waren es 603 und 1987 655 Einwohner sowie 160 Wohngebäude mit 203 Wohnungen.
Neubrunn gehört seit dem 1. Mai 1978 zur Gemeinde Kirchlauter.

## Baudenkmäler

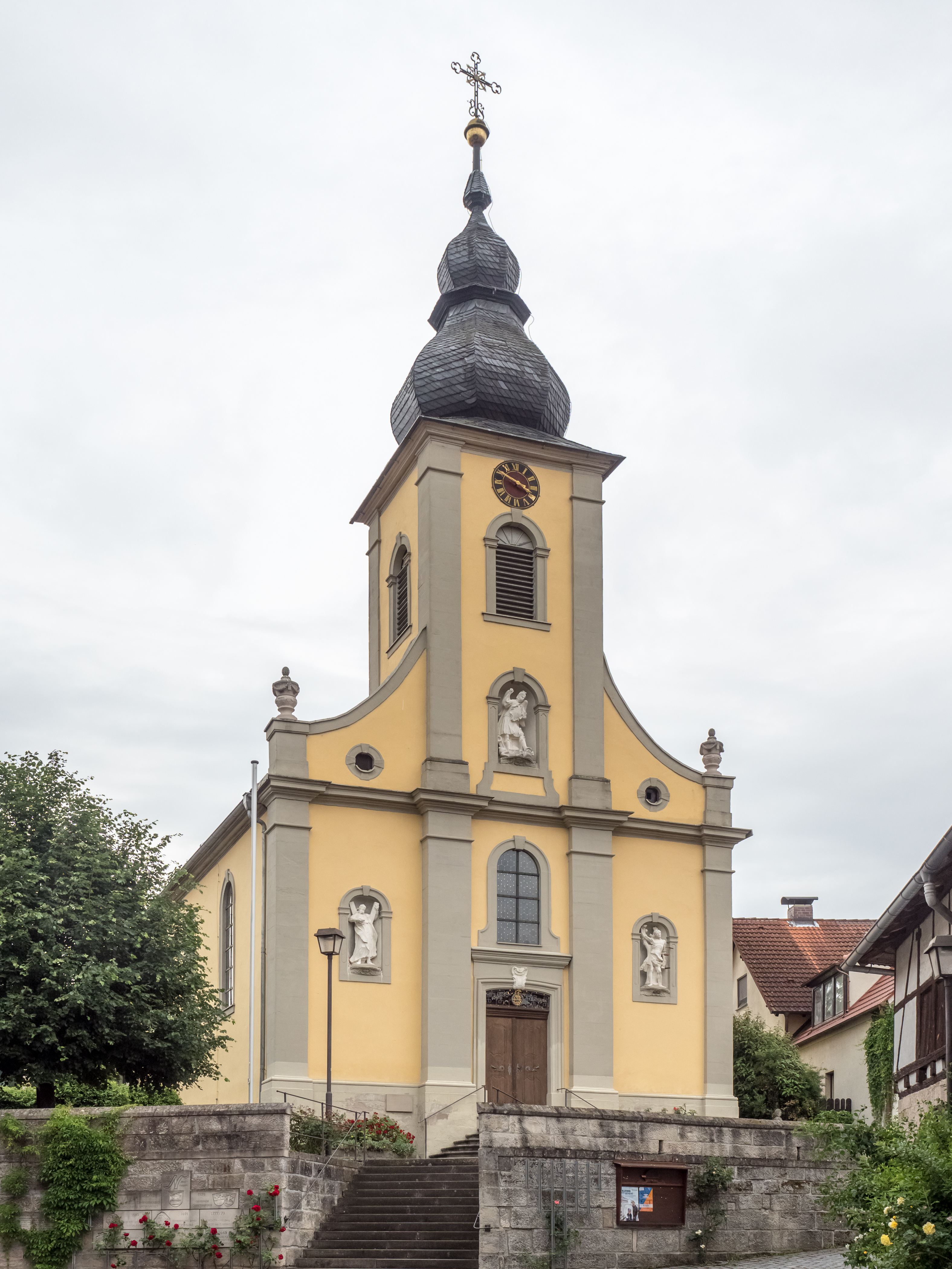
Barockkirche St. Andreas and St. Katharina im alten Ortskern

Die katholische Filialkirche St. Andreas, St. Katharina und St. Sebastian geht auf eine Kapelle zurück, die bereits bei der Pfarreigründung von Kirchlauter 1445/46 erwähnt wurde. Eine spätgotische Sakramentsnische und eine St.-Sebastians-Figur stammen aus dem Vorgängerbauwerk. Der spätbarock gestaltete Kirchenneubau wurde von 1777 bis 1779 unter der Leitung des Bamberger Stadtbaumeisters Johann Josef Vogel errichtet. Es ist ein Saalbau mit eingezogenem Chor und Einturmfassade, den Hausteingliederungen und Figuren aus Sandstein schmücken. Die im frühklassizistischem Stil erhaltene Einrichtung ist ein Werk der die Knetzgauer bzw. Bamberger Bildhauerfamilie Moritz aus den Jahren 1784 bis 1797. Das Gotteshaus wurde 1974/1975 mit zwei Querschiffen erweitert.
In der Bayerischen Denkmalliste sind insgesamt sechs Baudenkmäler in Neubrunn aufgeführt.